# Frassenetto
Frassenetto (Frassenêt in friulano, Frasseniet in friulano carnico) è una delle 4 frazioni del comune di Forni Avoltri (UD). 

## Descrizione
Il piccolo borgo s'incontra dopo 2 km percorrendo la strada che dal centro di Forni porta a Collina e poi al rifugio alpino Tolazzi. Le poche case sono quasi immerse nel verde bosco che le circonda. Su di un'altura nei pressi dell'abitato spicca la chiesa di San Giovanni Battista, risalente al 1346 e ricostruita nel 1740, anticamente era l'unica chiesa esistente per tutta la comunità di Forni Avoltri ed ha svolto quindi le funzioni di parrocchiale fino alla costruzione della chiesa nel capoluogo comunale.

## Galleria d'immagini

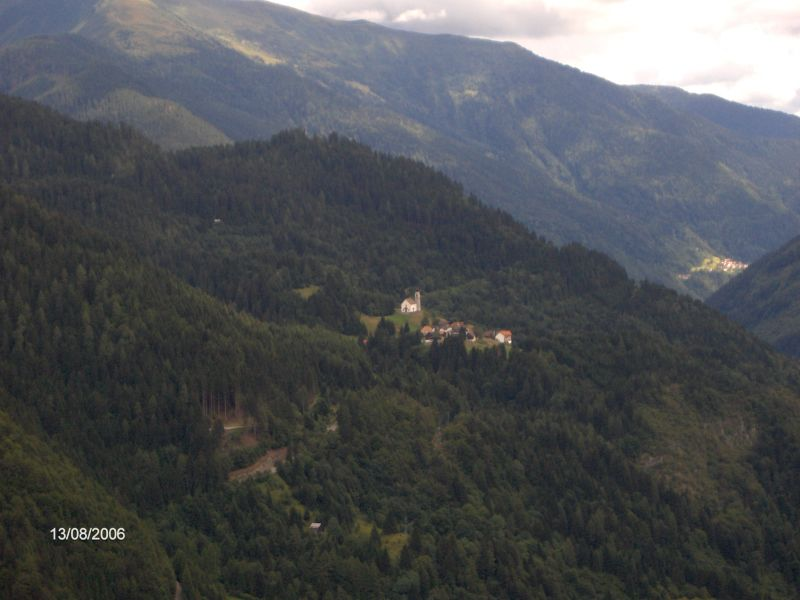
Panorama del piccolo borgo di Frassenetto
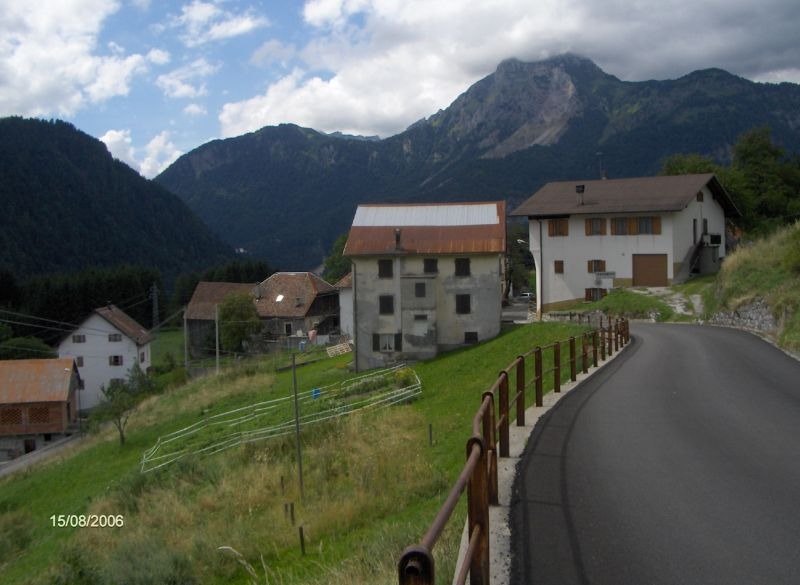
Frassenetto scorcio
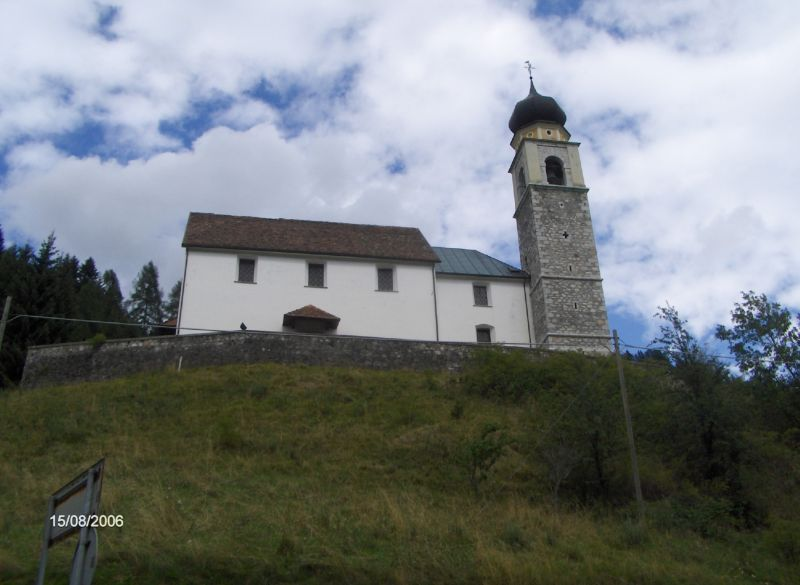
Chiesa di San Giovanni Battista